# Zengő Motorsport
Zengő Motorsport – węgierski zespół wyścigowy założony przez Zoltána Zengő. Ekipa startuje w World Touring Car Championship oraz European Touring Car Cup. W przeszłości zespół pojawiał się także w stawce SEAT León Eurocup.

## Starty

### World Touring Car Championship
| Rok  | Samochód          | Kierowcy          | Wyścigi | Wygrane | PP | NO | Pkt | M.K. | M.Z. |
| ---- | ----------------- | ----------------- | ------- | ------- | -- | -- | --- | ---- | ---- |
| 2010 | SEAT León 2.0 TDI | Norbert Michelisz | 22      | 1       | 0  | 0  | 104 | 9    | –    |
| 2011 | BMW 320 TC        | Norbert Michelisz | 22      | 0       | 0  | 2  | 88  | 9    | 4    |
| 2012 | BMW 320 TC        | Norbert Michelisz | 24      | 1       | 1  | 2  | 155 | 6    | 5    |
| 2012 | BMW 320 TC        | Gábor Wéber       | 12      | 0       | 0  | 0  | 3   | 23   | 5    |
| 2013 | Honda Civic WTCC  | Norbert Michelisz | 24      | 1       | 2  | 2  | 185 | 6    | 4    |
| 2014 | Honda Civic WTCC  | Norbert Michelisz | 22      | 0       | 0  | 0  | 201 | 4    | 2    |